# رأس أبو عمار
رأس أبو عمار، قرية فلسطينية مهجرة، تبعد 19 كم إلى الجنوب الغربي من منطقة القدس. تربطها طريق فرعية ممهدة طولها 3 كم بطريق بيت جبرين– القدس الرئيسية المعبّدة الواقعة جنوبيها، وتبعد أقل من كيلومتر جنوبي خط سكة جديد القدس– يافا. كما تربطها طرق ممهدة بقرى عفور، دار الشيخ، بيت عطاب، علار، القبو، ووادي فوكين.
أقيمت قرية رأس أبو عمار فوق رقبة جبلية تنحصر بين جبلي الشيخ مرزوق وأبو عدس (750م) من جبال القدس، تشرف منها على وادي إسماعيل (اسم من أسماء المجرى الأعلى لوادي الصرار) الذي يجرى على مسافة كيلومتر إلى الشمال منها ويسير على طول مجراه خط سكة حديد القدس– يافا. بالإضافة لذلك، يجري إلى الغرب من رأس أبو عمار واديان يرقدان وادي إسماعيل يسمى أحدهما وادي حسن.
تتألف قرية رأس أبو عمار من بيوت بني معظمها بالحجر، وهي منظمة في مخطط طولي يتوسطه الشارع الرئيس الممتد في القرية من الشمال الغربي إلى الجنوب الشرقي. امتدت المباني خلال فترة الانتداب البريطاني على شكل محاور بمحاذاة الطريق المؤدية إلى قرى القبو وعفور في الجهتين الشرقية والشمالية، وإلى طريق بيت جبرين– القدس في الجهة الجنوبية، وصلت مساحة القرية عام 1945 إلى 40 دونمًا. كان سكانها يبنون بيوتهم على شكل عقود حجرية، ويستقون من عدد وافر من الينابيع التي تعد عين الوحش أشهرها. أمّا بالنسبة سائر المرافق والخدمات العامة فكانت قليلة جدًّا في القرية. كما اشتملت رأس أبو عمار على عدد من الدكاكين الصغيرة في وسطها.
تبلغ مساحة أراضي أبو عمار 8,342 دونمًا منها 29 دونمًا للطرق والأودية، لا يملك الصهيونيون شيئًا منها. استثمرت هذه الأراضي العربية في الزراعة والرعي، أهم المحاصيل الزراعية التي كانت تنتجها القرية الحبوب، الخضار والأشجار المثمرة؛ شغلت أشجار الزيتون والعنب أكبر مساحة منها. إلى جانب اعتماد الزراعة على مياه الأمطار، اعتمدت على مياه العيون التي تنساب من الجبل وتتجمع في برك ثم توزع على الأراضي الزراعية لري بساتين الخضار والفواكه.
كان عدد سكان رأس أبو عمار 339 نسمة في عام 1922، ارتفع العدد في عام 1931 إلى 488 نسمة، كانوا يقيمون في 106 بيتًا. وقُدّر عددهم في عام 1945 بنحو 620 نسمة.
دمّر اليهود هذه القرية في عام 1948 وشتتوا سكانها.

## احتلال القرية وتطهيرها عرقيًّا
وقعت القرية، في أرجح الظن، في قبضة لواء «هرئيل» التابع للجيش الإسرائيلي، وذلك في سياق عملية «ههار». حيث يشير المؤرخ الإسرائيلي بيني موريس إلى أنّ القرية احتلت في 21 تشرين الأول\ أكتوبر 1948، جراء هجوم عسكري مباشر عليها.

## القرية اليوم
يتبعثر في أرجاء الموقع اليوم ركام حجارة المنازل. كما نمت بين الحطام نباتات برية، إلى جانب أشجار اللوز، الزيتون والخروب، ونبت الصبار في الجانبين الجنوبي الشرقي والجنوبي الغربي للموقع. ولم يسلم سوى مبنى حجري مؤلف من طبقتين، وهو مبنى المدرسة الذي ما زال قائما في الجنوب الشرقي.

## المستعمرات الإسرائيلية على أراضي القرية
في سنة 1960 أنشأت «إسرائيل» مستعمرة «تسور هداسا» على أراضي القرية، إلى الجنوب من موقعها.